# Laura Fygi
 (juillet 2023).
Si vous disposez d'ouvrages ou d'articles de référence ou si vous connaissez des sites web de qualité traitant du thème abordé ici, merci de compléter l'article en donnant les références utiles à sa vérifiabilité et en les liant à la section « Notes et références ».
Laura Fygi, née le 27 août 1955 à Amsterdam, est une chanteuse néerlandaise de jazz et de pop.

## Biographie
Fille d'un père hollandais directeur chez Philips et d'une mère égyptienne danseuse du ventre, elle passe ses huit premières années en Amérique du Sud, à Montevideo, en Uruguay, d'où sa famille part à la fin des années 1960. Son père retourne en Hollande. En plus de l'espagnol qu'elle parle avec sa mère, le français est sa seconde langue maternelle car elle avait une gouvernante française lorsqu'elle était enfant.
Elle apprend le piano à l'école et joue dans des pièces de théâtre. Après ses études, elle fait une tournée aux Pays-Bas avec un groupe de limbes, durant laquelle elle attire l'attention des producteurs Debois et von Asten, alors qu'elle fait partie du groupe multiculturel Terra. De 1984 à 1991, elle est membre du girl group Centerfold, populaire aux Pays-Bas ainsi qu'en Europe et au Japon.
Après la dissolution du groupe en 1991 (l'une des trois membres est décédée), elle fonde le groupe The Backlot avec la chanteuse restante. Elles ne sortent qu'un album avec Mercury, car Fygi est déjà été sollicitée par Mercury Records pour commencer une carrière solo. Son premier album, de jazz principalement, s'intitule Introducing Laura Fygi. Elle est ensuite accompagnée ensuite de Toots Thielemans et Philip Catherine et produite par le bassiste Ruud Jacobs. Sa musique a des influences latino-américaines. Elle passe au genre pop sur ses disques et tourne dans des clubs de jazz aux Pays-Bas. Elle se produit par exemple au North Sea Jazz Festival. Avec son nouveau programme The Best Is Yet to Come, Laura Fygi apparaît avec une programmation complète et, avec le Jack Million Band, interprète des titres du Great American Songbook dans des arrangements de l'arrangeur néerlandais Johan Plomp.
En tant que modèles vocaux, elle mentionne Julie London, Ella Fitzgerald, Peggy Lee, Barbra Streisand, Gilbert Bécaud, Charles Aznavour et Al Jarreau.
Elle est mariée et vit avec trois enfants près de Hilversum.

## Discographie

### DVDs
- (en) Live - Royal Theatre Carré, 1998 (sorti uniquement en Asie).
- (en) Live At North Sea Jazz, 2003.